# 유라시아불곰

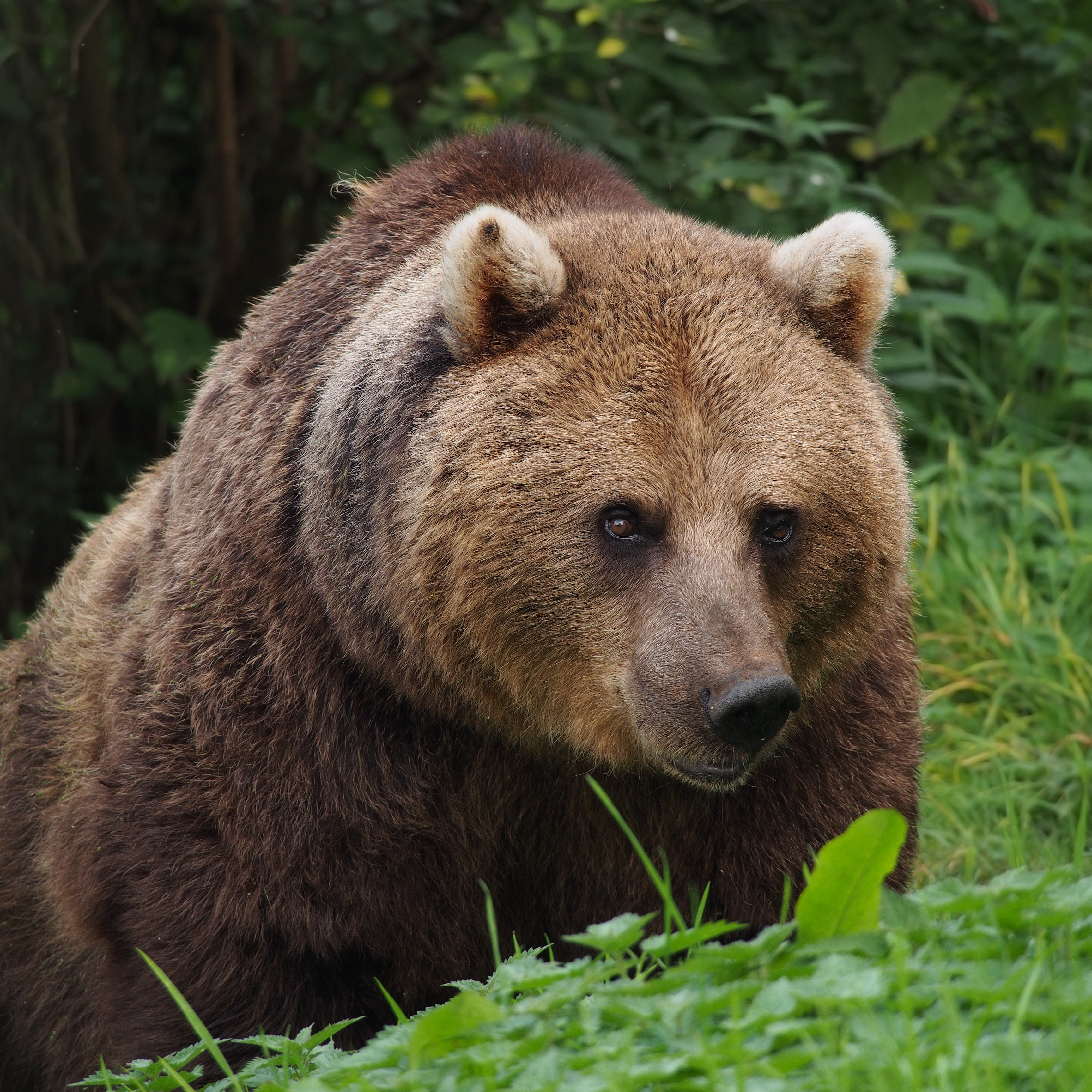

유라시아불곰(Eurasian brown bear, 학명: Ursus arctos arctos)은 큰곰의 가장 흔한 아종들 가운데 하나이며 유라시아 대부분 지역에서 발견된다. 오늘날의 불곰의 유전자적 다양성은 수년에 걸쳐 널리 연구되고 있으며 mtDNA 분석을 바탕으로 지리적으로 5개의 계통군으로 구조화된 것으로 보인다.

## 설명
유라시아불곰의 털은 갈색이며 노란 갈색에서부터 어두운 갈색, 붉은 갈색, 일부의 경우 거의 검은색에 이를 정도로 다양하다. 백색증이 기록되기도 한다. 털은 어느 정도 촘촘한 편이며 10센티미터 길이까지 자랄 수 있다. 머리 모양은 보통 둥근 편이며 42개 이빨이 있다. 뼈 구조가 튼튼하며 발톱이 있는 큰 발은 10센티미터 길이로까지 자랄 수 있다. 완전히 큰 수컷 기준으로 몸무게는 평균 250~300킬로그램이며 최대 몸무게는 481킬로그램에 달하며 길이는 약 2.5미터에 달한다. 암컷은 보통 150~250킬로그램이다. 이들의 수명은 야생에서 20~30년이다.

## 같이 보기
- 시리아불곰